# Göteborgsderby
Ett Göteborgsderby är ett derby mellan två klubbar från Göteborg, oavsett idrott. Framför allt åsyftas emellertid fotbollsmatcher mellan de tre stora Göteborgsklubbarna Örgryte IS, IFK Göteborg och Gais, vilka ofta har en publik på 10 000–20 000 åskådare.
De två fotbollsmatcher mellan klubblag i Sverige som dragit störst publik är båda Göteborgsderbyn, IFK Göteborg–Örgryte IS i allsvenskan den 3 juni 1959 (Nya Ullevi, 52 194 åskådare) och Gais–IFK Göteborg i division II den 20 maj 1976 (Nya Ullevi, 50 690 åskådare).